# I Feed You My Love
I Feed You My Love este o piesă înregistrată de artista norvegiană Margaret Berger, aflată în albumul Chastisement (2013). Piesa este scrisă de Karin Park și de MachoPsycho, și produsă de MachoPsycho. Piesa va reprezenta Norvegia la Concursul Muzical Eurovision 2013..